# Усть-Куломський район
Усть-Куло́мський район (рос. Усть-Куломский район, комі Кулöмдін район) — адміністративна одиниця Республіки Комі Російської Федерації.
Адміністративний центр — село Усть-Кулом.

## Населення
Населення району становить 24499 осіб (2017; 26858 у 2010, 32146 у 2002, 37263 у 1989).
Національний склад (станом на 2010 рік):
- комі — 20352 особи (75,78 %)
- росіяни — 5001 особа (18,62 %)
- українці — 461 особа (1,72 %)
- німці — 123 особи (0,46 %)
- білоруси — 108 осіб (0,40 %)
- чуваші — 63 особи (0,24 %)
- татари — 45 осіб (0,17 %)
- азербайджанці — 41 особа (0,15 %)
- інші — 664 особи

## Адміністративно-територіальний поділ
На території району 20 сільських поселень:
| Поселення                         | Площа, км² | Населення, осіб (1989) | Населення, осіб (2002) | Населення, осіб (2010) | Населення, осіб (2019) | Центр       | Населені пункти |
| --------------------------------- | ---------- | ---------------------- | ---------------------- | ---------------------- | ---------------------- | ----------- | --------------- |
| Вольдінське сільське поселення    | 2711,17    | 1335                   | 1209                   | 983                    | 869                    | Вольдіно    | 3               |
| Дерев'янське сільське поселення   | 495,58     | 1394                   | 1058                   | 796                    | 588                    | Дерев'янськ | 1               |
| Дзьольське сільське поселення     | 699,05     | 231                    | 290                    | 207                    | 133                    | Дзьоль      | 2               |
| Діасьор'яське сільське поселення  | 1664,27    | 837                    | 548                    | 450                    | 404                    | Діасьор'я   | 2               |
| Донське сільське поселення        | 425,52     | 1042                   | 959                    | 794                    | 690                    | Дон         | 3               |
| Зімстанське сільське поселення    | 1277,37    | 2485                   | 2116                   | 1762                   | 1471                   | Зімстан     | 4               |
| Кебанйольське сільське поселення  | 428,72     | 2273                   | 1978                   | 1684                   | 1572                   | Кебанйоль   | 1               |
| Керчом'яське сільське поселення   | 1433,49    | 1838                   | 1551                   | 1043                   | 813                    | Керчом'я    | 1               |
| Крутоборське сільське поселення   | 1969,75    | 2991                   | 96                     | 0                      | 0                      | Крутоборка  | 2               |
| Кужбинське сільське поселення     | 938,45     | 1493                   | 1270                   | 1067                   | 983                    | Кужба       | 4               |
| Мийолдінське сільське поселення   | 344,15     | 729                    | 600                    | 460                    | 336                    | Мийолдіно   | 1               |
| Нижньовоцьке сільське поселення   | 1100,25    | 905                    | 839                    | 652                    | 583                    | Нижній Воч  | 4               |
| Парчівське сільське поселення     | 318,47     | 314                    | 317                    | 261                    | 237                    | Парч        | 2               |
| Пожезьке сільське поселення       | 1661,18    | 2746                   | 2492                   | 2114                   | 1814                   | Пожег       | 9               |
| Помоздінське сільське поселення   | 907,78     | 3617                   | 3515                   | 3071                   | 2861                   | Помоздіно   | 7               |
| Руцьке сільське поселення         | 209,57     | 1472                   | 1254                   | 975                    | 828                    | Руч         | 4               |
| Тімшерське сільське поселення     | 2042,61    | 2310                   | 1828                   | 1444                   | 1126                   | Тімшер      | 2               |
| Усть-Куломське сільське поселення | 987,35     | 6517                   | 6272                   | 5755                   | 5617                   | Усть-Кулом  | 4               |
| Усть-Немське сільське поселення   | 115,27     | 1086                   | 855                    | 706                    | 577                    | Усть-Нем    | 1               |
| Югид'язьке сільське поселення     | 6257,55    | 1648                   | 3235                   | 2634                   | 2267                   | Югид'яг     | 6               |

2017 року Анибське сільське поселення було приєднано до складу Руцького сільського поселення, Носімське сільське поселення — до складу Усть-Куломського сільського поселення.

## Найбільші населені пункти
| №  | Населений пункт | Населення, осіб (1989) | Населення, осіб (2002) | Населення, осіб (2010) |
| -- | --------------- | ---------------------- | ---------------------- | ---------------------- |
| 1  | Усть-Кулом      | 5 579                  | 5 475                  | 5 141                  |
| 2  | Кебанйоль       | 2 273                  | 1 978                  | 1 684                  |
| 3  | Югид'яг         | -                      | 1 881                  | 1 683                  |
| 4  | Зімстан         | 1 954                  | 1 697                  | 1 458                  |
| 5  | Помоздіно       | 1 433                  | 1 439                  | 1 390                  |
| 6  | Тімшер          | 1 671                  | 1 303                  | 1 082                  |
| 7  | Керчом'я        | 1 838                  | 1 515                  | 1 043                  |
| 8  | Дерев'янськ     | 1 394                  | 1 058                  | 796                    |
| 9  | Руч             | 1 008                  | 952                    | 767                    |
| 10 | Усть-Нем        | 1 086                  | 855                    | 706                    |